# John Keenan
John Keenan (Glasgow, 19 de dezembro de 1964) é um ministro escocês e bispo católico romano de Paisley.
John Keenan estudou pela primeira vez na Universidade de Glasgow, onde se formou em Direito em 1988. Ele então estudou no Pontifical Scottish College (Pontifical Scots College) em Roma e obteve uma licenciatura em filosofia e um bacharelado em teologia pela Pontifícia Universidade Gregoriana. Em 9 de julho de 1995, ele recebeu o Sacramento das Ordens Sagradas para a Arquidiocese de Glasgow.
Após atribuições no ministério paroquial, Keenan tornou-se capelão na Universidade de Glasgow em 2000. Desde 2013 foi pároco em Anderston e diretor diocesano da pastoral vocacional.
O Papa Francisco o nomeou Bispo de Paisley em 8 de fevereiro de 2014. O arcebispo de Glasgow, Philip Tartaglia, doou-lhe a consagração episcopal em 19 de março do mesmo ano. Os co-consagradores foram o arcebispo de Saint Andrews e Edimburgo, Leo Cushley, e o ex-bispo de Paisley, John Aloysius Mone.